# Động đất và sóng thần Bán đảo Noto 2024
Động đất và sóng thần Bán đảo Noto 2024 (令和6年能登半島地震 Reiwa 6-nen Notohantō jishin) là trận động đất xảy ra vào lúc 16:10:09 (JST), ngày 1 tháng 1 năm 2024. Trận động đất có cường độ 7,5 Mw, tâm chấn độ sâu khoảng 10 km. Sau trận động đất, các quốc gia giáp với biển Nhật Bản đã phát cảnh báo sóng thần.
Động đất đã làm rung chuyển toàn bộ Nhật Bản, nhiều tòa nhà và các công trình khác đều rung lắc dữ dội. Sóng thần đã tàn phá rất nhiều nhà cửa giáp ranh vùng ven biển. Trong số các tỉnh bị ảnh hưởng, Ishikawa là tỉnh chịu thiệt hại nặng nề nhất. Trận động đất đã làm 526 người chết, 1.389 người bị thương, 2 người mất tích.